# Llista de participants al Tour de França de 2016
El Tour de França de 2016, 103 edició del Tour de França, fou disputat per 198 corredors repartits entre 22 equips. La cursa es disputà entre el 2 i el 24 de juliol, amb inici a Mont Saint-Michel, i final a l'Avinguda dels Camps Elisis de París.

## Equips participants
Al Tour de França, en tant que prova World Tour, hi prenen part els 18 equips ProTour i l'organitzador convida quatre equips continentals per acabar de completar els 22 equips. Aquests quatre equips foren fets públics el 2 de març de 2016:
UCI WorldTeams
- Team Sky (ciclistes)
- Movistar Team (ciclistes)
- Astana Qazaqstan Team (ciclistes)
- Team Tinkoff (ciclistes)
- AG2R La Mondiale (ciclistes)
- Team LottoNL-Jumbo (ciclistes)
- Trek Factory Racing (ciclistes)
- IAM Cycling (ciclistes)
- Cannondale-Drapac (ciclistes)
- BMC Racing Team (ciclistes)
- Dimension Data (ciclistes)
- Team Giant-Alpecin (ciclistes)
- FDJ (ciclistes)
- Team Katusha (ciclistes)
- Lampre-Merida (ciclistes)
- Lotto Soudal (ciclistes)
- Etixx-Quick Step (ciclistes)
- Orica-BikeExchange (ciclistes)

Equips Professionals Continentals
- Bora-Argon 18 (ciclistes)
- Direct Énergie (ciclistes)
- Cofidis (ciclistes)
- Fortuneo-Vital Concept (ciclistes)

## Llista de participants
- Llista de sortida completa

| Llegenda                 | Llegenda | Llegenda              | Llegenda                                                                                         |
| ------------------------ | --- | --------------------- | ------------------------------------------------------------------------------------------------ |
| #                        | Dorsal de sortida que du el ciclista al Tour                                                                | Pos.                  | Posició final a la classificació general                                                         |
| Mallot groc              | Vencedor de la classificació general                                                                        | Mallot de la muntanya | Vencedor de la classificació de la muntanya                                                      |
| Mallot verd              | Vencedor de la classificació per punts                                                                      | Mallot blanc          | Vencedor de la classificació dels joves                                                          |
| classificació per equips | Vencedor de la classificació per equips                                                                     | Combativitat          | Vencedor de la combativitat                                                                      |
| NP                       | Indica un ciclista que no ha pres la sortida en una etapa, seguit del número de l'etapa en què s'ha retirat | AB                    | Indica un ciclista que no ha finalitzat una etapa, seguit del número d'etapa en què s'ha retirat |
| HD                       | Indica un ciclista que ha finalitzat una etapa fora de control, seguit del número d'etapa                   | EX                    | Corredor exclòs per no respectar el reglament                                                    |
| Campió d'Itàlia          | Indica un mallot de campió nacional o mundial, així com l'especialitat                                      | *                     | Indica un corredor que lluita pel mallot blanc                                                   |

| No.                               | Ciclista              | Pos. |
| --------------------------------- | --------------------- | ---- |
| 1                                 | Chris Froome (GBR)    | 1    |
| 2                                 | Sergio Henao (COL)    | 12   |
| 3                                 | Vasil Kiryienka (BLR) | 103  |
| 4                                 | Mikel Landa (ESP)     | 35   |
| 5                                 | Mikel Nieve (ESP)     | 17   |
| 6                                 | Wout Poels (NED)      | 28   |
| 7                                 | Luke Rowe (GBR)       | 151  |
| 8                                 | Ian Stannard (GBR)    | 161  |
| 9                                 | Geraint Thomas (GBR)  | 15   |
| Director esportiu: Nicolas Portal |                       |      |

| No.                                  | Ciclista                 | Pos.  |
| ------------------------------------ | ------------------------ | ----- |
| 11                                   | Nairo Quintana (COL)     | 3     |
| 12                                   | Alejandro Valverde (ESP) | 6     |
| 13                                   | Winner Anacona (COL)     | 69    |
| 14                                   | Imanol Erviti (ESP)      | 108   |
| 15                                   | Jesús Herrada (ESP)      | AB-15 |
| 16                                   | Gorka Izagirre (ESP)     | AB-17 |
| 17                                   | Ion Izagirre (ESP)       | 47    |
| 18                                   | Daniel Moreno (ESP)      | 31    |
| 19                                   | Nelson Oliveira (POR)    | 80    |
| Director esportiu: José Luis Arrieta |                          |       |

| No.                                | Ciclista                | Pos. |
| ---------------------------------- | ----------------------- | ---- |
| 21                                 | Fabio Aru (ITA)         | 13   |
| 22                                 | Vincenzo Nibali (ITA)   | 30   |
| 23                                 | Jakob Fuglsang (DEN)    | 52   |
| 24                                 | Andrí Hrivko (UKR)      | 86   |
| 25                                 | Tanel Kangert (EST)     | 26   |
| 26                                 | Alexey Lutsenko (KAZ) * | 62   |
| 27                                 | Diego Rosa (ITA)        | 37   |
| 28                                 | Luis León Sánchez (ESP) | 48   |
| 29                                 | Paolo Tiralongo (ITA)   | 74   |
| Director esportiu: Dmitriy Fofonov |                         |      |

| No.                                | Ciclista                 | Pos. |
| ---------------------------------- | ------------------------ | ---- |
| 31                                 | Alberto Contador (ESP)   | AB-9 |
| 32                                 | Peter Sagan (SVK)        | 95   |
| 33                                 | Maciej Bodnar (POL)      | 159  |
| 34                                 | Oscar Gatto (ITA)        | 156  |
| 35                                 | Robert Kišerlovski (CRO) | 58   |
| 36                                 | Roman Kreuziger (CZE)    | 10   |
| 37                                 | Rafał Majka (POL)        | 27   |
| 38                                 | Matteo Tosatto (ITA)     | 145  |
| 39                                 | Michael Valgren (DEN) *  | 77   |
| Director esportiu: Steven De Jongh |                          |      |

| 41                               | Romain Bardet (FRA)      | 2   |
| 42                               | Jan Bakelants (BEL)      | 50  |
| 43                               | Mikaël Cherel (FRA)      | 57  |
| 44                               | Samuel Dumoulin (FRA)    | 130 |
| 45                               | Ben Gastauer (LUX)       | 65  |
| 46                               | Cyril Gautier (FRA)      | 68  |
| 47                               | Alexis Gougeard (FRA) *  | 147 |
| 48                               | Domenico Pozzovivo (ITA) | 33  |
| 49                               | Alexis Vuillermoz (FRA)  | 20  |
| Director esportiu: Julien Jurdie |                          |     |

| No.                              | Ciclista                  | Pos. |
| -------------------------------- | ------------------------- | ---- |
| 51                               | Wilco Kelderman (NED) *   | 32   |
| 52                               | George Bennett (NZL)      | 53   |
| 53                               | Dylan Groenewegen (NED) * | 160  |
| 54                               | Bert-Jan Lindeman (NED)   | 94   |
| 55                               | Paul Martens (GER)        | 98   |
| 56                               | Timo Roosen (NED) *       | 111  |
| 57                               | Sep Vanmarcke (BEL)       | 104  |
| 58                               | Robert Wagner (GER)       | 163  |
| 59                               | Maarten Wynants (BEL)     | 138  |
| Director esportiu: Merijn Zeeman |                           |      |

| No.                             | Ciclista                | Pos.       |
| ------------------------------- | ----------------------- | ---------- |
| 61                              | Bauke Mollema (NED)     | 11         |
| 62                              | Fabian Cancellara (SUI) | No surt-18 |
| 63                              | Markel Irizar (ESP)     | 120        |
| 64                              | Grégory Rast (SUI)      | 123        |
| 65                              | Fränk Schleck (LUX)     | 34         |
| 66                              | Peter Stetina (USA)     | 46         |
| 67                              | Jasper Stuyven (BEL) *  | 99         |
| 68                              | Edward Theuns (BEL) *   | AB-13      |
| 69                              | Haimar Zubeldia (ESP)   | 24         |
| Director esportiu: Kim Andersen |                         |            |

| No.                                | Ciclista                   | Pos.  |
| ---------------------------------- | -------------------------- | ----- |
| 71                                 | Mathias Frank (SUI)        | AB-14 |
| 72                                 | Stef Clement (NED)         | 18    |
| 73                                 | Jérôme Coppel (FRA)        | 75    |
| 74                                 | Martin Elmiger (SUI)       | 64    |
| 75                                 | Sondre Holst Enger (NOR) * | 141   |
| 76                                 | Reto Hollenstein (SUI)     | 97    |
| 77                                 | Leigh Howard (AUS)         | 172   |
| 78                                 | Oliver Naesen (BEL)        | 83    |
| 79                                 | Jarlinson Pantano (COL)    | 19    |
| Director esportiu: Kjell Carlström |                            |       |

| No.                                 | Ciclista                   | Pos.  |
| ----------------------------------- | -------------------------- | ----- |
| 81                                  | Pierre Rolland (FRA)       | 16    |
| 82                                  | Matti Breschel (DEN)       | AB-14 |
| 83                                  | Lawson Craddock (USA) *    | 124   |
| 84                                  | Alex Howes (USA)           | 131   |
| 85                                  | Kristijan Koren (SLO)      | 152   |
| 86                                  | Sebastian Langeveld (NED)  | AB-10 |
| 87                                  | Ramūnas Navardauskas (LTU) | 134   |
| 88                                  | Tom-Jelte Slagter (NED)    | 82    |
| 89                                  | Dylan van Baarle (NED) *   | 91    |
| Director esportiu: Charles Wegelius |                            |       |

| No.                              | Ciclista                 | Pos.       |
| -------------------------------- | ------------------------ | ---------- |
| 91                               | Richie Porte (AUS)       | 5          |
| 92                               | Brent Bookwalter (USA)   | 117        |
| 93                               | Marcus Burghardt (GER)   | 89         |
| 94                               | Damiano Caruso (ITA)     | 22         |
| 95                               | Rohan Dennis (AUS)       | No surt-17 |
| 96                               | Amaël Moinard (FRA)      | 45         |
| 97                               | Michael Schär (SUI)      | 76         |
| 98                               | Greg Van Avermaet (BEL)  | 44         |
| 99                               | Tejay van Garderen (USA) | 29         |
| Director esportiu: Yvon Ledanois |                          |            |

| 101                              | Mark Cavendish (GBR)       | No surt-17 |
| 102                              | Natnael Berhane (ERI) *    | 125        |
| 103                              | E. Boasson Hagen (NOR)     | 109        |
| 104                              | Steve Cummings (GBR)       | 140        |
| 105                              | Bernhard Eisel (AUT)       | 171        |
| 106                              | R. J. van Rensburg (RSA)   | 115        |
| 107                              | Serge Pauwels (BEL)        | 42         |
| 108                              | Mark Renshaw (AUS)         | AB-9       |
| 109                              | Daniel Teklehaimanot (ERI) | 85         |
| Director esportiu: Roger Hammond |                            |            |

| 111                          | Warren Barguil (FRA) * | 23         |
| 112                          | Roy Curvers (NED)      | 122        |
| 113                          | John Degenkolb (GER)   | 148        |
| 114                          | Tom Dumoulin (NED)     | No surt-18 |
| 115                          | Simon Geschke (GER)    | 66         |
| 116                          | Georg Preidler (AUT)   | 56         |
| 117                          | Ramon Sinkeldam (NED)  | 143        |
| 118                          | Laurens Ten Dam (NED)  | 73         |
| 119                          | Albert Timmer (NED)    | 153        |
| Director esportiu: Marc Reef |                        |            |

| No.                            | Ciclista                    | Pos.       |
| ------------------------------ | --------------------------- | ---------- |
| 121                            | Thibaut Pinot (FRA)         | No surt-13 |
| 122                            | William Bonnet (FRA)        | 127        |
| 123                            | Mathieu Ladagnous (FRA)     | AB-9       |
| 124                            | Steve Morabito (SUI)        | 36         |
| 125                            | Cédric Pineau (FRA)         | AB-9       |
| 126                            | Sébastien Reichenbach (SUI) | 14         |
| 127                            | Anthony Roux (FRA)          | 63         |
| 128                            | Jérémy Roy (FRA)            | 96         |
| 129                            | Arthur Vichot (FRA)         | 78         |
| Director esportiu: Yvon Madiot |                             |            |

| No.                                 | Ciclista                  | Pos.       |
| ----------------------------------- | ------------------------- | ---------- |
| 131                                 | Emanuel Buchmann (GER) *  | 21         |
| 132                                 | Shane Archbold (NZL)      | No surt-18 |
| 133                                 | Jan Bárta (CZE)           | 88         |
| 134                                 | Cesare Benedetti (ITA)    | 128        |
| 135                                 | Sam Bennett (IRL)         | 174        |
| 136                                 | Bartosz Huzarski (POL)    | 39         |
| 137                                 | Patrick Konrad (AUT) *    | 65         |
| 138                                 | Andreas Schillinger (GER) | 154        |
| 139                                 | Paul Voss (GER)           | 101        |
| Director esportiu: Enrico Poitschke |                           |            |

| 141                             | Joaquim Rodríguez (ESP)     | 7          |
| 142                             | Jacopo Guarnieri (ITA)      | 165        |
| 143                             | Marco Haller (AUT)          | 162        |
| 144                             | Alexander Kristoff (NOR)    | 149        |
| 145                             | Alberto Losada (ESP)        | 67         |
| 146                             | Michael Mørkøv (DEN)        | AB-8       |
| 147                             | Jurgen Van Den Broeck (BEL) | No surt-12 |
| 148                             | Ángel Vicioso (ESP)         | 129        |
| 149                             | Ilnur Zakarin (RUS)         | 25         |
| Director esportiu: José Azevedo |                             |            |

| 151                                 | Rui Costa (POR)         | 49  |
| 152                                 | Yukiya Arashiro (JPN)   | 116 |
| 153                                 | Matteo Bono (ITA)       | 136 |
| 154                                 | Davide Cimolai (ITA)    | 168 |
| 155                                 | Kristijan Đurasek (CRO) | 51  |
| 156                                 | Tsgabu Grmay (ETH) *    | 92  |
| 157                                 | Louis Meintjes (RSA) *  | 8   |
| 158                                 | Luka Pibernik (SLO) *   | 102 |
| 159                                 | Jan Polanc (SLO) *      | 54  |
| Director esportiu: Philippe Mauduit |                         |     |

| 161                              | André Greipel (GER)    | 133        |
| 162                              | Lars Bak (DEN)         | 173        |
| 163                              | Thomas De Gendt (BEL)  | 40         |
| 164                              | Jens Debusschere (BEL) | No surt-15 |
| 165                              | Tony Gallopin (FRA)    | 71         |
| 166                              | Adam Hansen (AUS)      | 100        |
| 167                              | Greg Henderson (NZL)   | 155        |
| 168                              | Jürgen Roelandts (BEL) | 126        |
| 169                              | Marcel Sieberg (GER)   | 169        |
| Director esportiu: Herman Frison |                        |            |

| No.                                 | Ciclista                 | Pos.  |
| ----------------------------------- | ------------------------ | ----- |
| 171                                 | Bryan Coquard (FRA) *    | 113   |
| 172                                 | Sylvain Chavanel (FRA)   | 43    |
| 173                                 | Antoine Duchesne (CAN) * | 107   |
| 174                                 | Yohann Gène (FRA)        | 158   |
| 175                                 | Fabrice Jeandesboz (FRA) | 60    |
| 176                                 | Adrien Petit (FRA)       | 164   |
| 177                                 | Romain Sicard (FRA)      | 81    |
| 178                                 | Angelo Tulik (FRA)       | AB-12 |
| 179                                 | Thomas Voeckler (FRA)    | 79    |
| Director esportiu: Jimmy Engoulvent |                          |       |

| 181                           | Marcel Kittel (GER)        | 166   |
| 182                           | Julian Alaphilippe (FRA) * | 41    |
| 183                           | Iljo Keisse (BEL)          | 139   |
| 184                           | Daniel Martin (IRL)        | 9     |
| 185                           | Tony Martin (GER)          | AB-21 |
| 186                           | Maximiliano Richeze (ARG)  | 144   |
| 187                           | Fabio Sabatini (ITA)       | 150   |
| 188                           | Petr Vakoč (CZE)           | 118   |
| 189                           | Julien Vermote (BEL)       | 114   |
| Director esportiu: Tom Steels |                            |       |

| No.                            | Ciclista                   | Pos.  |
| ------------------------------ | -------------------------- | ----- |
| 191                            | Daniel Navarro (ESP)       | AB-19 |
| 192                            | Borut Božič (SLO)          | AB-17 |
| 193                            | Jérôme Cousin (FRA)        | 121   |
| 194                            | Nicolas Edet (FRA)         | 106   |
| 195                            | Arnold Jeannesson (FRA)    | 87    |
| 196                            | Christophe Laporte (FRA) * | 157   |
| 197                            | Cyril Lemoine (FRA)        | 137   |
| 198                            | Luis Ángel Maté (ESP)      | 55    |
| 199                            | Geoffrey Soupe (FRA)       | 142   |
| Director esportiu: Didier Rous |                            |       |

| 201                              | Simon Gerrans (AUS)           | No surt-13 |
| 202                              | Michael Albasini (SUI)        | 132        |
| 203                              | Luke Durbridge (AUS) *        | 112        |
| 204                              | Mathew Hayman (AUS)           | 135        |
| 205                              | Daryl Impey (RSA)             | 38         |
| 206                              | Christopher Juul-Jensen (DEN) | 119        |
| 207                              | Michael Matthews (AUS)        | 110        |
| 208                              | Rubén Plaza (ESP)             | 74         |
| 209                              | Adam Yates (GBR)              | 4          |
| Director esportiu: Matthew White |                               |            |

| No.                                  | Ciclista                   | Pos. |
| ------------------------------------ | -------------------------- | ---- |
| 211                                  | Eduardo Sepúlveda (ARG) *  | 59   |
| 212                                  | Vegard Breen (NOR)         | 167  |
| 213                                  | Anthony Delaplace (FRA)    | 90   |
| 214                                  | Brice Feillu (FRA)         | 70   |
| 215                                  | Armindo Fonseca (FRA)      | 146  |
| 216                                  | Daniel McLay (GBR) *       | 170  |
| 217                                  | Pierre-Luc Périchon (FRA)  | 93   |
| 218                                  | Chris Anker Sørensen (DEN) | 84   |
| 219                                  | Florian Vachon (FRA)       | 105  |
| Director esportiu: Sébastien Hinault |                            |      |